# Elecciones municipales de Arequipa de 1998
Las elecciones municipales de Arequipa de 1998 se llevaron a cabo el 11 de octubre de 1998 para elegir al alcalde y al Concejo Provincial de Arequipa para el periodo 1999-2002. La elección se celebró simultáneamente con elecciones municipales (provinciales y distritales) en todo el Perú.
Juan Guillén Benavides, candidato de Arequipa Tradición y Futuro, arrasó en las elecciones con 67.26% de votos válidos y fue elegido como alcalde provincial de Arequipa. Roger Cáceres Pérez, alcalde titular, perdió gran parte de apoyos y no consiguió la reelección.

## Sistema electoral
La Municipalidad Provincial de Arequipa es el órgano administrativo y de gobierno de la provincia de Arequipa. Está compuesta por el alcalde y el Concejo Provincial.
La votación del alcalde y el concejo se realiza en base al sufragio universal, que comprende a todos los ciudadanos nacionales mayores de dieciocho años, empadronados y residentes en la provincia de Arequipa y en pleno goce de sus derechos políticos, así como a los ciudadanos no nacionales residentes y empadronados en la provincia de Arequipa.
El Concejo Provincial de Arequipa está compuesto por 15 regidores elegidos por sufragio directo para un período de cuatro (4) años, en forma conjunta con la elección del alcalde (quien lo preside). La votación es por lista cerrada y bloqueada. Para que una lista sea proclamada ganadora debe obtener más del 20% de los votos válidos; en caso ninguna lista logre ese porcentaje, los dos listas más votadas participan en una segunda vuelta o balotaje. Se asigna a la lista ganadora los escaños según el método d'Hondt o la mitad más uno, lo que más le favorezca.

## Composición del Concejo Provincial de Arequipa
La siguiente tabla muestra la composición del Concejo Provincial de Arequipa antes de las elecciones.
| Partidos | Partidos                                    | Regidores |
| -------- | ------------------------------------------- | --------- |
|          | Lista Independiente N° 9 FRENATRACA         | 11        |
|          | Lista Independiente N° 13 de la Universidad | 8         |

## Partidos y candidatos
A continuación se muestra una lista de los principales partidos y alianzas electorales que participaron en las elecciones:
| Candidatura | Candidatura | Partidos y alianzas                                     | Candidatos | Candidatos                  | Ideología                                   | Resultado previo | Resultado previo | Ref. |
| Candidatura | Candidatura | Partidos y alianzas                                     | Candidatos | Candidatos                  | Ideología                                   | Votos (%)        | Reg.             | Ref. |
| ----------- | ----------- | ------------------------------------------------------- | ---------- | --------------------------- | ------------------------------------------- | ---------------- | ---------------- | ---- |
|             | AP          | Lista - Acción Popular (AP)                             |            | Enrique Olazábal Bracesco   | Humanismo Nacionalismo cívico Reformismo    | 2.70%            | 0                |      |
|             | APRA        | Lista - Partido Aprista Peruano (APRA)                  |            | Yamel Romero Peralta        | Aprismo                                     | Nuevo            | Nuevo            |      |
|             | VV          | Lista - Movimiento Independiente Vamos Vecino (VV)      |            | Gustavo Rondón Fudinaga     | Fujimorismo                                 | Nuevo            | Nuevo            |      |
|             | SP          | Lista - Movimiento Independiente Somos Perú (SP)        |            | Carlos de Rivero Bustamante | Democracia cristiana Conservadurismo social | Nuevo            | Nuevo            |      |
|             | IND         | Lista - Lista Independiente Arequipa Tradición y Futuro |            | Juan Guillén Benavides      | Localismo arequipeño                        | Nuevo            | Nuevo            |      |
|             | IND         | Lista - Lista Independiente FRENATRACA                  |            | Roger Cáceres Pérez         | Localismo arequipeño                        | Nuevo            | Nuevo            |      |
|             | IND         | Lista - Lista Independiente Movimiento Cívico Arequipa  |            | María Concha de Alarcón     | Localismo arequipeño                        | Nuevo            | Nuevo            |      |

## Resultados

### Sumario general
|                        |                                                 |              |              |              |           |           |  |  |
| Partidos y coaliciones | Partidos y coaliciones                          | Voto popular | Voto popular | Voto popular | Regidores | Regidores |  |  |
| Partidos y coaliciones | Partidos y coaliciones                          | Votos        | %            | ±pp          | Total     | +/−       |  |  |
|                        | Lista Independiente Arequipa Tradición y Futuro | 264,221      | 67.26        | n/a          | 12        | +9        |  |  |
|                        | Movimiento Independiente Vamos Vecino (VV)      | 64,026       | 16.30        | Nuevo        | 2         | +2        |  |  |
|                        | Lista Independiente FRENATRACA                  | 37,251       | 9.48         | n/a          | 1         | +1        |  |  |
|                        | Movimiento Independiente Somos Perú (SP)        | 11,335       | 2.89         | Nuevo        | 0         | ±0        |  |  |
|                        | Partido Aprista Peruano (APRA)                  | 6,518        | 1.66         | n/a          | 0         | ±0        |  |  |
|                        | Acción Popular (AP)                             | 5,189        | 1.32         | –1.38        | 0         | ±0        |  |  |
|                        | Lista Independiente Movimiento Cívico Arequipa  | 4,267        | 1.09         | n/a          | 0         | ±0        |  |  |
|                        |                                                 |              |              |              |           |           |  |  |
| Total                  | Total                                           | 392,807      |              |              | 15        | –4        |  |  |
|                        |                                                 |              |              |              |           |           |  |  |
| Votos válidos          | Votos válidos                                   | 392,807      | 91.04        | +13.40       |           |           |  |  |
| Votos en blanco        | Votos en blanco                                 | 21,049       | 4.88         | –0.92        |           |           |  |  |
| Votos nulos            | Votos nulos                                     | 17,597       | 4.08         | –12.48       |           |           |  |  |
| Votos emitidos         | Votos emitidos                                  | 431,453      | 85.83        | +4.69        |           |           |  |  |
| Abstenciones           | Abstenciones                                    | 71,239       | 14.17        | –4.69        |           |           |  |  |
| Votantes registrados   | Votantes registrados                            | 502,692      |              |              |           |           |  |  |
|                        |                                                 |              |              |              |           |           |  |  |
| Fuente:                |                                                 |              |              |              |           |           |  |  |

## Elecciones municipales distritales

### Sumario general
|                      | Lista Independiente FRENATRACA                                     | 33,978  | 10.98 | n/a   | 5  |    |  |  |
|                      | Movimiento Independiente Somos Perú (SP)                           | 28,538  | 9.22  | Nuevo | 2  |    |  |  |
|                      | Movimiento Independiente Vamos Vecino (VV)                         | 27,133  | 8.77  | Nuevo | 4  |    |  |  |
|                      | Lista Independiente Movimiento Independiente Hechos y No Palabras  | 10,206  | 3.30  | n/a   | 0  | ±0 |  |  |
|                      | Acción Popular (AP)                                                | 7,714   | 2.49  |       | 2  |    |  |  |
|                      | Lista Independiente Movimiento Cívico Arequipa                     | 3,574   | 1.16  | n/a   | 0  | ±0 |  |  |
|                      | Unión por el Perú (UPP)                                            | 3,528   | 1.14  | Nuevo | 0  | ±0 |  |  |
|                      | Partido Aprista Peruano (APRA)                                     | 2,954   | 0.95  | n/a   | 0  | ±0 |  |  |
|                      | Lista Independiente Movimiento Independiente Arequipa al Siglo XXI | 2,277   | 0.74  | n/a   | 0  | ±0 |  |  |
|                      | Listas independientes distritales                                  | 189,505 | 61.25 | n/a   | 15 |    |  |  |
|                      |                                                                    |         |       |       |    |    |  |  |
| Total                | Total                                                              | 309,407 |       |       | 28 | ±0 |  |  |
|                      |                                                                    |         |       |       |    |    |  |  |
| Votos válidos        | Votos válidos                                                      | 309,407 | 90.16 |       |    |    |  |  |
| Votos en blanco      | Votos en blanco                                                    | 19,854  | 5.79  |       |    |    |  |  |
| Votos nulos          | Votos nulos                                                        | 13,904  | 4.05  |       |    |    |  |  |
| Votos emitidos       | Votos emitidos                                                     | 343,165 | 87.48 |       |    |    |  |  |
| Abstenciones         | Abstenciones                                                       | 49,128  | 12.52 |       |    |    |  |  |
| Votantes registrados | Votantes registrados                                               | 392,293 |       |       |    |    |  |  |
|                      |                                                                    |         |       |       |    |    |  |  |
| Fuente:              |                                                                    |         |       |       |    |    |  |  |

### Resultados por distrito
La siguiente tabla enumera el control de los distritos de la provincia de Arequipa. El cambio de mando de una organización política se resalta del color de ese partido.
| Distrito                      | Alcalde(sa) titular            | Partido político | Partido político          | Alcalde(sa) electo(a)      | Partido político | Partido político               |
| ----------------------------- | ------------------------------ | ---------------- | ------------------------- | -------------------------- | ---------------- | ------------------------------ |
| Alto Selva Alegre             | Lucio Candía Ramírez           |                  | Lista Independiente N° 9  | Lucio Candía Ramírez       |                  | FRENATRACA                     |
| Cayma                         | Ulises Torres Montes Revilla   |                  | Lista Independiente N° 7  | Eleodoro Choque Sanz       |                  | Unidad - Progreso - Desarrollo |
| Cerro Colorado                | Alejandro Carpio Valencia      |                  | Lista Independiente N° 9  | Benigno Cornejo Valencia   |                  | Frente Vecinal Cerreño         |
| Characato                     | Jesús Valdivia López           |                  | Lista Independiente N° 21 | Ángel Linares Portilla     |                  | Characato al Siglo XXI         |
| Chiguata                      | Irma Esperanza Prado de Ojeda  |                  | Lista Independiente N° 3  | José Salazar Marquina      |                  | Vamos Vecino                   |
| Jacobo Hunter                 | Simón Balbuena Marroquín       |                  | Lista Independiente N° 21 | Simón Balbuena Marroquín   |                  | Hunter 2000                    |
| José Luis Bustamante y Rivero | Raúl Osorio Riveros            |                  | Lista Independiente N° 3  | Raúl Osorio Riveros        |                  | Modernidad y Democracia        |
| La Joya                       | Pablo Paredes Cornejo          |                  | Lista Independiente N° 9  | Pablo Paredes Cornejo      |                  | FRENATRACA                     |
| Mariano Melgar                | Senén del Castilo Valdivia     |                  | Lista Independiente N° 9  | Artidoro Ojeda Suclla      |                  | Somos Perú                     |
| Miraflores                    | Hipólito Valderrama Chávez     |                  | Lista Independiente N° 15 | Hipólito Valderrama Chávez |                  | Miraflores al 2000             |
| Mollebaya                     | Salvador Juárez Santana        |                  | Lista Independiente N° 9  | Salvador Juárez Santana    |                  | FRENATRACA                     |
| Paucarpata                    | Marcio Soto Rivera             |                  | Lista Independiente N° 25 | Marcio Soto Rivera         |                  | Paucarpata Desarrollo Total    |
| Pocsi                         | Ynosencio Quispe Polanco       |                  | Lista Independiente N° 9  | Erlinda Lajo Díaz          |                  | Somos Perú                     |
| Polobaya                      | Luis Gonzales Adrián           |                  | Lista Independiente N° 27 | Luis Gonzales Adrián       |                  | Vamos Vecino                   |
| Quequeña                      | Reginaldo Torres Pinelo        |                  | Lista Independiente N° 9  | Hamilton Cordova Málaga    |                  | FRENATRACA                     |
| Sabandía                      | Humberto Delgado Díaz del Olmo |                  | Lista Independiente N° 9  | Hernán Gallegos Vizcarra   |                  | Integración y Desarrollo       |
| Sachaca                       | Pedro Carpio Valencia          |                  | Lista Independiente N° 9  | Emilio Díaz Pinto          |                  | Sachaca Libertad               |
| San Juan de Siguas            | Alberto Díaz Fernández         |                  | Lista Independiente N° 25 | Bernabé Llosa Briceño      |                  | Acción Popular                 |
| San Juan de Tarucani          | Agustín Quispe Choque          |                  | Lista Independiente N° 17 | Eloy Choque Flores         |                  | Tarucani Trabajo y Futuro      |
| Santa Isabel de Siguas        | José Hurtado Raa               |                  | Lista Independiente N° 9  | José Hurtado Raa           |                  | Vamos Vecino                   |
| Santa Rita de Siguas          | Rolando Carrasco Quintanilla   |                  | Lista Independiente N° 9  | Antonio Mestas Quispe      |                  | Acción Popular                 |
| Socabaya                      | Delia Rivera Carpio de Flores  |                  | Lista Independiente N° 27 | Luis Tejada Pinto          |                  | Luchemos por Socabaya          |
| Tiabaya                       | Percing Quilla Carcahusto      |                  | Lista Independiente N° 3  | Percing Quilla Carcahusto  |                  | Unión de Obreros y Campesinos  |
| Uchumayo                      | Vidal Pinto Ramos              |                  | Lista Independiente N° 15 | Vidal Pinto Paredes        |                  | Frente por el Desarrollo       |
| Vítor                         | Justo Medina Navarro           |                  | Lista Independiente N° 9  | Jorge Linares Ruiz         |                  | Vamos Vecino                   |
| Yanahuara                     | Ernesto Alarcón Valencia       |                  | Lista Independiente N° 9  | Ernesto Alarcón Valencia   |                  | FRENATRACA                     |
| Yarabamba                     | Héctor Eusebio Linares         |                  | Lista Independiente N° 7  | Cecilia Linares Moscoso    |                  | Grupo Independiente Yarabamba  |
| Yura                          | Hugo Aguilar Acosta            |                  | Lista Independiente N° 9  | Ángel Butrón Núñez         |                  | Vamos Yura Unidos              |